# 凯文·布鲁克斯
凯文·布鲁克斯（英語：Kevin Brooks，1969年10月12日—），美国NBA联盟前职业篮球运动员。他在1991年的NBA选秀中第1轮第18顺位被密尔沃基雄鹿选中。